# Chilinidae
Chilinidae is een familie van weekdieren uit de klasse van de Gastropoda (slakken).

## Geslacht
- Chilina Gray, 1828